# Groningen (stacja kolejowa)
Groningen – stacja kolejowa w Groningen, w prowincji Groningen, w Holandii. Znajdują się tu 3 perony.